# Babics Antal
Babics Antal (Lovászpatona, 1902. augusztus 4. – Budapest, 1992. január 17.) Kossuth-díjas orvos, urológus, nefrológus, sebész, egészségpolitikus, szakszervezeti vezető, a Magyar Tudományos Akadémia rendes tagja. Illyés Géza tanítványaként a második világháború utáni magyar urológia és nefrológia iskolateremtő alakja volt, kutatásai a legkülönfélébb vesebetegségek kórélettanára és sebészeti-belgyógyászati kezelésére irányultak. Csaknem egész szakmai pályája a budapesti orvostudományi egyetem urológiai klinikájához kötődött, 1945-től 1974-ig a klinika vezetőjeként irányította a gyógyító- és oktatómunkát. 1950-től évtizedeken keresztül tevékenyen részt vett az egészségügyi dolgozók szakszervezeti képviseletében, az 1956. októberi Nagy Imre-kormányban az egészségügyi tárca vezetésével bízták meg.

## Életútja
A Bakonyalja északnyugati előterében, Lovászpatonán született Babics Endre helyi pékmester és Moór Rozália római katolikus szülők nyolcadik fiúgyermekeként. A győri bencés gimnázium elvégzését követően a budapesti Pázmány Péter Tudományegyetemre iratkozott be, itt szerezte meg sebészorvosi oklevelét 1929-ben. Az akkor a Rókus kórház épületében működő egyetemi urológiai klinika vezetője, Illyés Géza még ugyanebben az évben maga mellé vette gyakornoknak, s Babics itt dolgozott – 1935-től egyetemi tanársegédi címmel – közel másfél évtizeden keresztül, 1943-ig. 1940-ben magántanári képesítést szerzett az urológiai klinikai gyakorlat tárgykörében. 1940–1941-ben a klinika igazgatóhelyettesi feladatait látta el, majd 1941 és 1943 között immár adjunktusi címmel ő vezette az intézményt. Időközben, 1936–1937-ben a berlini Collegium Hungaricum ösztöndíjasaként a német fővárosban, majd varsói tanulmányúton képezte tovább magát a veseélettan területén.
1943-ban adjunktusi címét megtartva átkerült az egyetem III. számú sebészeti klinikájára, ahol 1945-ig dolgozott. Ezzel párhuzamosan, ugyancsak 1943–1945-ben orvos századosi rangban a budapesti 16. számú Helyőrségi Kórház (ma Honvéd Kórház) osztályvezető sebész-urológus főorvosaként is tevékenykedett.
1945-ben igazgatóként visszakerült a Pázmány Péter Tudományegyetem urológiai klinikájának élére, s 1974. évi nyugdíjazásáig vezette – az 1951 után az önállósult orvostudományi egyetem szervezeti keretei közé tartozó – intézményt. 1950-től nyilvános rendes tanári címmel tanszékvezetőként is tevékenykedett, illetve 1950 és 1953 között a szervezőmunkájának köszönhetően létrejött Kútvölgyi úti Központi Állami Kórház-Rendelőintézet főigazgatója volt. 1948–1950-ben az egyetem orvostudományi karának, 1953–1959-ben pedig az orvostudományi egyetem általános orvostudományi karának dékáni tisztét töltötte be.
Egyetemi-klinikai szervezőmunkája mellett szakszervezeti vezetőként országos szinten is részt vett az egészségpolitika alakításában. 1950-től az Orvos-egészségügyi Dolgozók Szakszervezetének, majd 1963-tól 1975-ig, illetve 1980-tól 1985-ig az Egészségügyi Dolgozók Szakszervezetének elnöki tisztét töltötte be (1985-től haláláig ez utóbbi tiszteletbeli elnöke volt). 1956. október 27. és november 3. között a Nagy Imre-kormányban az egészségügyi tárcát vezette. 1963-tól 1971-ig két cikluson keresztül országgyűlési képviselő is volt.

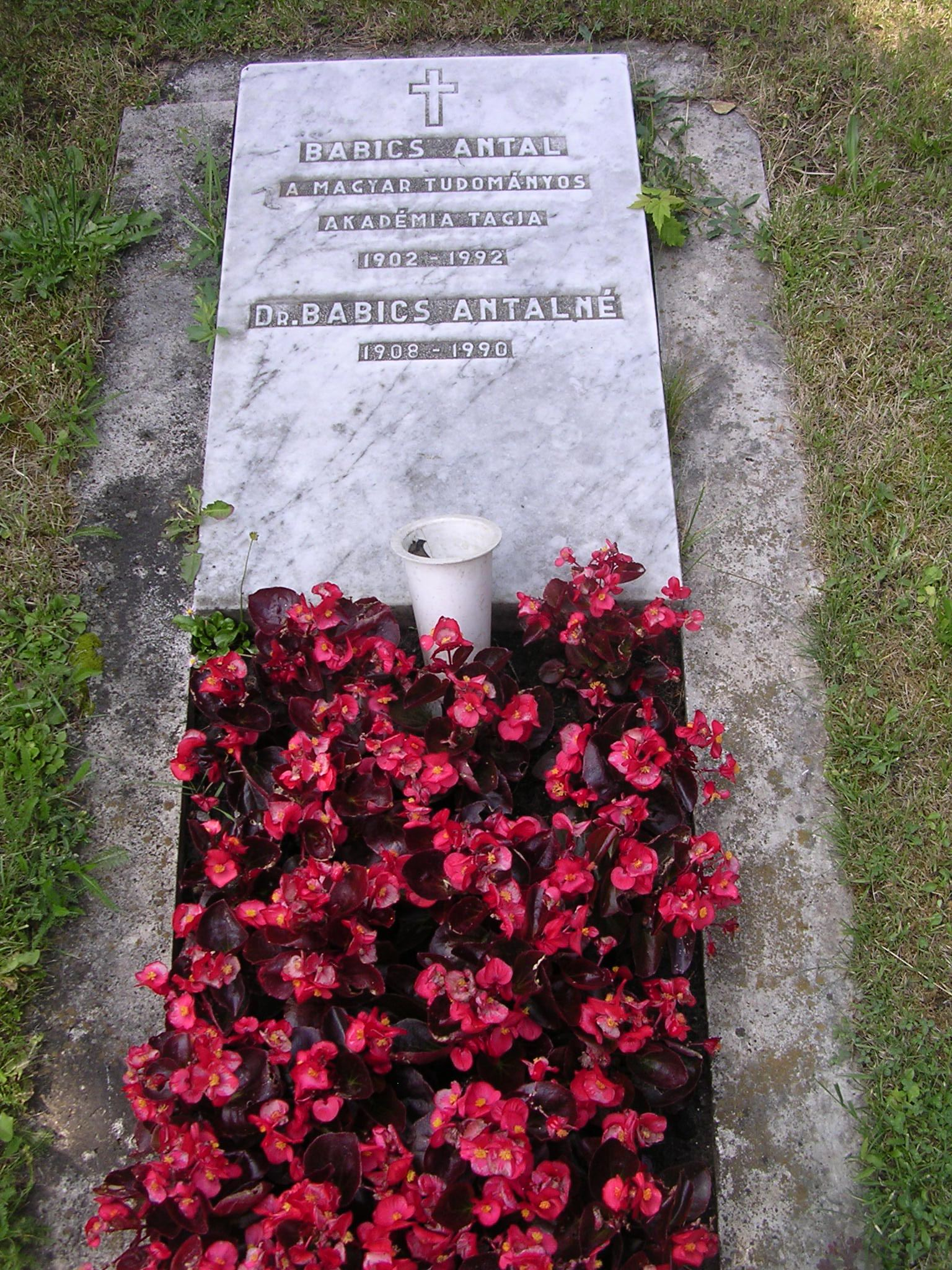
Sírja a Fiumei úti sírkertben 27-D-15. (MTA)

## Munkássága
Gyakorlati és tudományos orvosi munkássága középpontjában a veseüregrendszer, a vesemedence és a húgyvezeték traumatológiai, fertőző, daganatos stb. betegségeinek kórélettana, belgyógyászati és műtéti kezelésének kérdésköre állt. Nemzetközi szinten is jelentős eredményeket ért el a veseelégtelenség, a veseelzáródás, a vesetágulat, a vesegennyedés, a veseverőér-elváltozás, a húgyvérűség kórtani és élettani kutatása területén, továbbá a vesekő kialakulásának fiziológiai folyamatára és műtéti eltávolításának lehetőségeire irányuló vizsgálatai során. A vese fertőző betegségeinek kialakulásában kimutatta a nyirokkeringés meghatározó szerepét; akadémiai székfoglalóját is e témakörben tartotta meg 1950. március 20-án.
Behatóan foglalkozott a húgycsőkankó patofiziológiájával és cibazolos gyógyításával, továbbá klinikai vizsgálatokat végzett a prosztatatúltengés és a prosztatarák hormonos kezelése terén. Mindemellett munkájában és publikációiban figyelmet és teret szentelt az öregkori urológiai elváltozások, a férfi terméketlenség és a mesterséges megtermékenyítés kérdésköreinek is.
Tudományos munkásságának köszönhetően személyében a második világháborút követő évtizedek legjelentősebb magyar urológusát tiszteli az utókor. Orvostudományi életműve mellett jelentős mértékben hozzájárult a honi orvosképzéshez, nem pusztán klinikavezetői minőségében, de nevéhez fűződik az első magyar nyelvű, s több évtizeden át kiadott átfogó urológiai tankönyv megírása is (1950). Mintegy tucatnyi szakkönyv szerzője, társszerzője, emellett pályája során mintegy kétszáz szaktudományos publikációja jelent meg. Főszerkesztője volt az 1947 és 1949 között a budapesti egyetemen megjelent Acta Urologica szaklapnak, majd ugyancsak főszerkesztőként irányította az 1962-től megjelenő Acta Chirurgica – 1983 után Acta Chirurgica Hungarica – szerkesztési munkálatait is. Emellett szerkesztőbizottsági elnöke volt a szintén Magyarországon kiadott International Urology and Nephrology című szaklapnak is.

### Társasági tagságai és elismerései
1949-ben a Magyar Tudományos Akadémia levelező, 1950-ben rendes tagjává választották, 1959-től 1967-ig az Orvosi Tudományok Osztályának titkári feladatait látta el. A Magyar Urológus Társaság örökös tiszteletbeli elnöke volt. Nemzetközi elismertségéről tanúskodik, hogy 1936-tól 1978-ig vezetőségi tagként közreműködött a Nemzetközi Urológiai Társaság (Société internationale d’urologie) munkájában, emellett 1965-től tiszteleti tagja volt a Szovjetunió Orvostudományi Akadémiájának, s szintén tiszteleti taggá választotta a Jan Evangelista Purkyně Csehszlovák Orvostudományi Társaság, a Szovjet Sebészeti Társaság, az Osztrák Urológiai Társaság, a Lengyel Urológiai Egyesület és a Román Urológiai Egyesület is.
Tudományos eredményei hazai elismeréseként 1951-ben a Kossuth-díj ezüst fokozatát vehette át. 1969-ben Korányi Sándor-, 1970-ben Illyés Géza-, 1972-ben Bugát Pál-emlékérmet, illetve Hőgyes Endre-díjat, 1978-ban pedig Markusovszky-díjat kapott. Állami kitüntetései között a Magyar Népköztársasági Érdemrend ötödik fokozata (1950), a Kiváló Orvos cím (1953), a Munka Érdemrend (1955, 1960), a Felszabadulási Jubileumi Emlékérem (1970), a Munka Érdemrend arany fokozata (1970), a Magyar Népköztársaság Zászlórendjének második fokozata (1974), valamint a Magyar Népköztársaság rubinokkal ékesített Zászlórendje (1982) említendő.
A Semmelweis Egyetem róla elnevezett Babics Antal-díját kétévente ítélik oda a jelentős tudományos eredményeket elérő fiatal orvostudósoknak.

### Főbb művei
- A vízforgalom és uraemia kérdése a sebészeti vesebetegségekben. Budapest: Eggenberger. 1942.
- Urológia. Budapest: Orvoskari Tanulmányi Osztály. 1950.
- A vese üregrendszerének patofiziológiája és műtétei. Budapest: Akadémiai. 1950.   (Rényi-Vámos Ferenccel)
- Urológia: Egyetemi tankönyv. Budapest: Tankönyvkiadó. 1950.
- A vesepusztulás elmélete és klinikuma. Budapest: Akadémiai. 1952.   (Rényi-Vámos Ferenccel)
- A vesék nyirokkeringése. Budapest: (kiadó nélkül). 1956.
- Vérvizelés. Budapest: Medicina. 1959.  = A Gyakorló Orvos Könyvtára,
- Clinical and theoretical pictures of some renal diseases. Budapest: Akadémiai. 1964.   (Rényi-Vámos Ferenccel)
- Urológia: Egyetemi tankönyv. Budapest: Medicina. 1965.
- Illyés Géza. Budapest: Akadémiai. 1972.  = A Múlt Magyar Tudósai,
- Anuria: Therapeutic experiences. Budapest: Akadémiai. 1972.   (Rényi-Vámos Ferenccel)
- Megtévesztő kóresetek intraoperatív diagnózisa az urológiában. Budapest: Akadémiai. 1977.   (oroszul is)
- Limfográfia urogenitalis betegségekben. Budapest: Akadémiai. 1987.   (Frang Dezsővel; angolul is)